# 19439 Allisontjong
19439 Allisontjong este un asteroid din centura principală de asteroizi.

## Descriere
19439 Allisontjong este un asteroid din centura principală de asteroizi. A fost descoperit pe 24 martie 1998 la Socorro, New Mexico, în cadrul proiectului LINEAR. Asteroidul prezintă o orbită caracterizată de o semiaxă mare de 2,59 ua, o excentricitate de 0,06 și o înclinație de 7,3° în raport cu ecliptica.